# Deuterophlebia vernalis
Deuterophlebia vernalis är en tvåvingeart som beskrevs av Gregory W.Courtney 1990. Deuterophlebia vernalis ingår i släktet Deuterophlebia och familjen Deuterophlebiidae.
Artens utbredningsområde är Washington. Inga underarter finns listade i Catalogue of Life.